# 1988
1988 (MCMLXXXVIII) je bilo prestopno leto, ki se je po gregorijanskem koledarju začelo na petek. To je leto, ki ima največ rimskih števk (11) v 20. stoletju.

## Dogodki

### Januar – junij
- 1. januar – s spremembami zakonodaje, ki jih je sprožil Mihail Gorbačov, se prične obdobje gospodarskega restrukturiranja (perestrojka) v Sovjetski zvezi.
- 13.–28. februar – v kanadskem mestu Calgary potekajo 15. zimske olimpijske igre.
- 20. februar – skupščina avtonomne pokrajine Gorski Karabah izglasuje odcepitev od Azerbajdžana in priključitev Armeniji, s čimer se obnovi oboroženi konflikt med Azerbajdžanci in Armenci.
- 13. marec – odprt je predor Seikan med japonskima otokoma Honšu in Hokaido, najdaljši železniški predor na svetu.
- 16. marec – iraške sile izvedejo napad s kemičnim orožjem na kurdske civiliste v vasi Halabja, pri čemer umre okrog 4000 ljudi.
- 25. marec – katoliki v Bratislavi priredijo t. i. demonstracijo s svečami, množičen protest proti komunističnim oblastem na Češkoslovaškem, ki ga policija nasilno zatre.
- 10. april – za promet je odprt veliki most Seto na Japonskem, najdaljši dvonadstropni sistem mostov na svetu.
- 14. april – pogajanja v Ženevi se zaključijo s podpisom dogovora o umiku sovjetskih sil iz Afganistana.
- 30. april – v Brisbaneu (Avstralija) odprejo svetovno razstavo Expo '88.
- 4. maj – eksplozija v skladišču tovarne amonijevega perklorata v mestu Henderson, Nevada povzroči 100 milijonov USD škode v širšem območju Las Vegasa.
- 10. maj – zaradi članka »Noč dolgih nožev«, ki napoveduje aretacije kritikov oblasti, je zaplenjena celotna naklada tednika Mladina.
- 15. maj – Sovjetsko-afganistanska vojna: po več kot 8 letih spopadov se prične Sovjetska armada umikati iz Afganistana.
- 31. maj – v procesu proti četverici je zaradi »izdajanja vojnih skrivnosti« aretiran Janez Janša.
- 3. junij – v odziv na aretacijo Janeza Janše je v prostorih tednika Mladina ustanovljen Odbor za varstvo človekovih pravic.
- 10. junij – 100.000 Estoncev v Talinu prepeva patriotske pesmi v protest proti sovjetskemu režimu; ta in podobne kasnejše demonstracije dajo procesu osamosvajanja Estonije ime »pojoča revolucija«.
- 11. junij – množica zvezdnikov nastopi na koncertu v počastitev 70. rojstnega dne zaprtega Nelsona Mandele na stadionu Wembley v Londonu.
- 25. junij – Evropsko prvenstvo v nogometu se konča z zmago nizozemske reprezentance.

### Julij – december
- 3. julij – 
  - v Istanbulu je končan most Fatiha Sultana Mehmeda, drugi most čez Bospor.
  - ameriška raketna križarka USS Vincennes sestreli potniško letalo družbe Iran Air nad Perzijskim zalivom, pri čemer umre vseh 290 ljudi na krovu.
- 6. julij – v eksploziji na naftni ploščadi Piper Alpha umre 167 ljudi.
- 8. avgust – v Burmi se pričnejo množični protivladni protesti, ki zaradi datuma dobijo ime vstaja 8888.
- 17. avgust – v letalski nesreči v Pakistanu umrejo pakistanski predsednik Mohamed Zia-ul-Haq, ameriški veleposlanik Arnold Raphael, ameriški vojaški ataše in vodja ISI-ja general Aktar Abdur Rahman ter 28 drugih ljudi.
- 20. avgust – 
  - požari v Narodnem parku Yellowstone (ZDA) dosežejo vrhunec, ko ogenj v tem dnevu uniči 610 km² površin.
  - s premirjem se konča iransko-iraška vojna.
- 28. avgust – na letalskem mitingu v Nemčiji trčijo tri reaktivna letala italijanske skupine Frecce Tricolori in padejo med gledalce, pri čemer umre 75 ljudi, skoraj 350 je ranjenih.
- 21. avgust – v potresu, ki prizadene jug Nepala in indijsko zvezno državo Bihar, umre 1000 ljudi, več kot 16.000 je ranjenih.
- 17. september – 2. oktober – v južnokorejskem Seulu potekajo 24. poletne olimpijske igre.
- 29. september – NASA obnovi polete raketoplanov, ki so bili prizemljeni od nesreče raketoplana Challenger v začetku leta 1986.
- 5. oktober – čilenski volivci na referendumu zavrnejo podaljšanje mandata Augustu Pinochetu.
- 15. november – 
  - izraelsko-palestinski konflikt: Palestinski narodni svet na zasedanju v Alžiru razglasi neodvisno palestinsko državo.
  - prvi in zadnji polet sovjetskega raketoplana Buran.
- 2. december – 
  - Benazir Buto postane prva ženska voditeljica parlamenta kakšne muslimanske države.
  - Bangladeš prizadene najhujši ciklon po 20 letih; umre okrog 2000 ljudi, več milijonov jih ostane brez domov.
- 7. december – v katastrofalnem potresu v regiji Spitak v Armeniji z močjo 6,9 po Richterjevi lestvici umre vsaj 25.000 ljudi.
- 17. december – televizijska mreža Fox Broadcasting Company prične z rednim predvajanjem risane serije Simpsonovi.
- 20. december – na Dunaju je podpisana Konvencija Združenih narodov zoper ilegalno trgovino z opojnimi drogami in psihotropnimi snovmi.
- 21. december – libijski skrajneži razstrelijo potniško letalo Boeing 747 nad škotskim mestom Lockerbie, pri čemer umre 270 ljudi na krovu in na tleh.

## Rojstva
- 20. februar – Rihanna, barbadoška pevka
- 5. maj – Adele, angleška pevka
- 12. maj – David Klobasa, slovenski politik, župan Občine Sveta Trojica v Slovenskih goricah
- 13. maj – Luka Lenič, slovenski šahist
- 9. junij – Sara Isakovič, slovenska plavalka
- 12. avgust – Tonja Jelen, slovenska pesnica in literarna kritičarka
- 24. avgust – Rupert Grint, angleški igralec
- 5. september – Matija Krečič, slovenski violinist in skladatelj
- 27. september – Maruša Ferk, slovenska alpska smučarka
- 28. september – Saša Pavlin Stošić, srbsko-slovenska igralka
- 29. september – Kevin Durant, ameriški košarkar

## Smrti
- 11. januar – Isidor Isaac Rabi, ameriški fizik avstrijskega rodu, nobelovec (* 1898)
- 14. januar – Georgij Malenkov, ruski politik (* 1902)
- 28. januar – Klaus Fuchs, nemško-britanski fizik in vohun (* 1911)
- 15. februar – Richard Phillips Feynman, ameriški fizik in matematik, nobelovec (* 1918)
- 19. februar – André Frédéric Cournand, francoski zdravnik in fiziolog, nobelovec (* 1895)
- 27. februar – Frane Milčinski - Ježek, slovenski humorist, pisatelj, igralec in režiser (* 1914)
- 9. marec – Kurt Georg Kiesinger, nemški politik (* 1904)
- 19. april – Pavel Kunaver, slovenski naravoslovec (* 1889)
- 26. april – Valerij Legasov, ruski kemik in fizik (* 1936)
- 3. maj – Lev Semjonovič Pontrjagin, ruski matematik (* 1908)
- 8. maj – Robert A. Heinlein, ameriški pisatelj (* 1907)
- 24. maj – Aleksej Fjodorovič Losev, ruski filozof (* 1893)
- 25. junij – Hillel Slovak, izraelsko-ameriški kitarist (* 1962)
- 14. avgust – Enzo Ferrari, italijanski dirkač in poslovnež (* 1898)
- 17. avgust – Mohamed Zia-ul-Haq, pakistanski general in politik (* 1924)
- 1. september – Luis Walter Alvarez, ameriški fizik in izumitelj, nobelovec (* 1911)
- 22. november – Erich Fried, avstrijski pesnik, prevajalec in esejist (* 1921)
- 6. december – Roy Orbison, ameriški glasbenik (* 1936)
- 21. december – Nikolaas Tinbergen, nizozemski etolog in ornitolog, nobelovec (* 1907)

## Nobelove nagrade
- Fizika – Leon Max Lederman, Melvin Schwartz, Jack Steinberger
- Kemija – Johann Deisenhofer, Robert Huber, Hartmut Michel
- Fiziologija ali medicina – sir James W. Black, Gertrude B. Elion, George H. Hitchings
- Književnost – Nagib Mahfuz
- Mir – Mirovne misije OZN
- Ekonomija – Maurice Allais